# Vincent Richards
Vincent "Vinnie" Richards (Yonkers, Nova York, Estats Units, 20 de març de 1903 − Nova York, 28 de setembre de 1959) fou un tennista estatunidenc, guanyador de tres medalles olímpiques als Jocs Olímpics d'estiu de París 1924 i un dels tennistes destacats de la dècada del 1920.

## Biografia
Va néixer el 20 de març de 1903 a la ciutat de Yonkers, població situada a l'estat de Nova York. Va estudiar a la Universitat de Fordham i la Columbia University Graduate School of Journalism.
L'any 1961 fou inclòs en International Tennis Hall of Fame de Newport (Estats Units).
Va morir a la ciutat de Nova York el 28 de setembre de 1959.

## Torneigs de Grand Slam

### Dobles: 9 (7−2)
| Resultat  | Núm. | Any  | Campionat                                          | Parella             | Oponents a la final                 | Marcador                 |
| --------- | ---- | ---- | -------------------------------------------------- | ------------------- | ----------------------------------- | ------------------------ |
| Guanyador | 1.   | 1918 | U.S. National Championships, Forest Hills, EUA     | Bill Tilden         | Fred Alexander Beals Wright         | 6−3, 6−4, 3−6, 2−6, 6−2  |
| Finalista | 1.   | 1919 | U.S. National Championships, Forest Hills, EUA     | Bill Tilden         | Norman Brookes Gerald Patterson     | 6−8, 3−6, 6−4, 6−4, 2−6  |
| Guanyador | 2.   | 1922 | U.S. National Championships, Filadèlfia, EUA (2)   | Bill Tilden         | Watson Washburn Richard N. Williams | 13−11, 12−10, 6−1        |
| Guanyador | 3.   | 1923 | U.S. National Championships, Filadèlfia, EUA (3)   | Bill Tilden         | Pat O'Hara Gerald Patterson         | 4−6, 6−1, 6−3, 6−4       |
| Guanyador | 4.   | 1924 | Wimbledon, Londres, Regne Unit                     | Frank Hunter        | Watson Washburn Richard N. Williams | 6−3, 3−6, 8−10, 8−6, 6−3 |
| Guanyador | 5.   | 1925 | U.S. National Championships, Forest Hills, EUA (4) | Richard N. Williams | John Hawkes Gerald Patterson        | 6−2, 8−10, 6−4, 11−9     |
| Guanyador | 6.   | 1926 | Internationaux de France, París, França            | Howard Kinsey       | Henri Cochet Jacques Brugnon        | 6−4, 6−1, 4−6, 6−4       |
| Finalista | 2.   | 1926 | Wimbledon, Londres, Regne Unit                     | Howard Kinsey       | Henri Cochet Jacques Brugnon        | 5−7, 6−4, 3−6, 2−6       |
| Guanyador | 7.   | 1926 | U.S. National Championships, Forest Hills, EUA (5) | Richard N. Williams | Alfred Chapin Bill Tilden           | 6−4, 6−8, 11−9, 6−3      |

### Dobles mixts: 3 (2−1)
| Resultat  | Núm. | Any  | Campionat                                          | Parella            | Oponents a la final                 | Marcador       |
| --------- | ---- | ---- | -------------------------------------------------- | ------------------ | ----------------------------------- | -------------- |
| Guanyador | 1.   | 1919 | U.S. National Championships, Forest Hills, EUA     | Marion Zinderstein | Florence Ballin Bill Tilden         | 2−6, 11−9, 6−2 |
| Guanyador | 2.   | 1924 | U.S. National Championships, Forest Hills, EUA (2) | Helen Wills        | Molla Bjurstedt Mallory Bill Tilden | 6−8, 7−5, 6−0  |
| Finalista | 1.   | 1925 | U.S. National Championships, Forest Hills, EUA     | Ermintrude Harvey  | Kathleen McKane John Hawkes         | 2−6, 4−6       |

## Jocs Olímpics

### Individual
| Any  | Campionat                    | Oponent      | Resultat                |
| ---- | ---------------------------- | ------------ | ----------------------- |
| 1924 | Jocs Olímpics, París, França | Henri Cochet | 6−4, 6−4, 5−7, 4−6, 6−2 |

### Dobles
| Any  | Campionat                    | Parella        | Oponents                     | Resultat      |
| ---- | ---------------------------- | -------------- | ---------------------------- | ------------- |
| 1924 | Jocs Olímpics, París, França | Francis Hunter | Jacques Brugnon Henri Cochet | 4−6, 6−2, 6−3 |

### Dobles mixts
| Any  | Campionat                    | Parella            | Oponents                              | Resultat |
| ---- | ---------------------------- | ------------------ | ------------------------------------- | -------- |
| 1924 | Jocs Olímpics, París, França | Marion Zinderstein | Hazel H. Wightman Richard N. Williams | 2−6, 3−6 |

## Carrera esportiva
De ben jove va començar a despuntar i el mític Bill Tilden, encara en actiu, va esdevenir el seu protector, disputant fins i tot alguns torneigs en dobles. De fet, van guanyar el títol de dobles en el U.S. National Championships de 1918 quan Richards només tenia 15 anys, fet que encara el destaca com el guanyador més jove d'un Grand Slam. Vint-i-set anys després del primer títol, juntament amb Tilden aconseguiren guanyar novament el títol de dobles en el United States Pro de dobles. Contra Bill Tilden van mantenir una gran rivalitat i es van enfrontar un total de 102 ocasions. Malgrat que en aquella època encara no hi havia un circuit oficial, Richards fou un dels pioners en crear una versió de circuit mundial que el permetia disputar els torneigs més importants de tot el món compaginant partits d'exhibició amb personalitats de l'època.
A la dècada del 1920 aconseguí guanyar la Copa Davis amb l'equip estatunidenc en quatre ocasions (1922, 1924, 1925, 1926). Participà, als 21 anys, en els Jocs Olímpics d'Estiu de 1924 realitzats a París (França), on aconseguí guanyar tres medalles olímpiques: les d'or en individual i dobles, i la d'argent en dobles mixtos, fent parella amb Francis Hunter i Marion Zinderstein respectivament.
Al llarg de la seva carrera aconseguí guanyar, sempre en categoria de dobles, el Torneig de Roland Garros l'any 1926 al costat de Howard Kinsey; el Torneig de Wimbledon de l'any 1924 al costat de Frank Hunter (així com arribar a la final del 1926 amb Howard Kinsey), i l'Open dels Estats Units cinc vegades: els anys 1918, 1921 i 1922 amb Bill Tilden (arribaren axí mateix a la final del 1919), i els anys 1925 i 1926 amb R. Norris Williams. Així mateix també guanyà dues vegades l'Open dels Estats Units en categoria mixta, el 1919 amb Marion Zinderstein i el 1924 amb Helen Wills Moody, a més d'arribar a la final del 1925 amb Ermintrude Harvey.

## Palmarès

### Equips: 5 (5−0)
| Resultat  | Núm. | Data                               | Torneig                                  | Superfície | Equip                                         | Oponents                                                           | Marcador |
| --------- | ---- | ---------------------------------- | ---------------------------------------- | ---------- | --------------------------------------------- | ------------------------------------------------------------------ | -------- |
| Guanyador | 1.   | 1 − 5 de setembre de 1922          | Copa Davis, Forest Hills, Estats Units   | Gespa      | Bill Johnston Bill Tilden Richard N. Williams | James Anderson Pat O'Hara-Wood Gerald Patterson Rupert Wertheim    | 4−1      |
| Guanyador | 2.   | 31 d'agost − 3 de setembre de 1923 | Copa Davis, Forest Hills (2)             | Gespa      | Bill Johnston Bill Tilden Richard N. Williams | James Anderson John Hawkes W. James Richard Schlesinger            | 4−1      |
| Guanyador | 3.   | 11 − 13 de setembre de 1924        | Copa Davis, Filadèlfia, Estats Units (3) | Gespa      | Howard Kinsey Bill Johnston Bill Tilden       | Francis Kalms Pat O'Hara-Wood Gerald Patterson Richard Schlesinger | 5−0      |
| Guanyador | 4.   | 11 − 13 de setembre de 1925        | Copa Davis, Filadèlfia (4)               | Gespa      | Bill Johnston Bill Tilden Richard N. Williams | Jean Borotra Jacques Brugnon René Lacoste                          | 5−0      |
| Guanyador | 5.   | 9 − 11 de setembre de 1926         | Copa Davis, Filadèlfia (5)               | Gespa      | Bill Johnston Bill Tilden Richard N. Williams | Jean Borotra Jacques Brugnon Henri Cochet René Lacoste             | 4−1      |